# Hollis (Maine)
Hollis – miasto w Stanach Zjednoczonych, w stanie Maine, w hrabstwie York.